# Vicent Presiac
Vicent Presiac, in modernem Katalanisch Vicent Presiach, spanisch Vicente Presiach, (* 1673 in Morella; † 1. April 1726 in Kloster Montserrat) war ein valencianischer Komponist, Organist und Meister der Valencianischen Kapelle und Chormeister der Escolania de Montserrat.

## Leben und Werk
Vicent Presiac absolvierte seit 1683 seine musikalische Ausbildung in der Escola de Montserrat unter der Leitung von Joan Garcia. 1689, nach seinem Stimmbruch, trat Presiac in den Benediktinerorden ein. Der Musikwissenschaftler Baltasar Saldoni hebt seinen „bemerkenswerten und außergewöhnlichen Einsatz für die Musik und die Musikwissenschaft“ hervor, weshalb er auch zum Chormeister der Escolania und zum Meister der Kapelle berufen wurde. Presiac wirkte auch als „traditioneller“ Musikwissenschaftler und Musiktheoretiker. In diesen Funktionen nahm er dezidiert Stellung in der Diskussion um die moderne Missa Scala Aretina von Francesc Valls.